# Kézdikővár
Kézdikővár (1905-ig Peselnek, románul Petriceni) falu Romániában Kovászna megyében. Közigazgatásilag Kézdiszentlélek községhez tartozik.

## Fekvése
Kézdivásárhelytől 9 km-re északnyugatra, a Peselnek-patak mellett fekszik.

## Nevének eredete
1905-ig neve Peselnek (szláv: bcselnik = méhes) volt, de mivel ez gúny tárgya volt, ezért 1905-ben várszerű 
kerítéseiről a mai nevét állapították még számára.

## Története
Területe ősidők óta lakott. A Kászon-patak jobb parti magas teraszán a Polyvárnak nevezett helye őskori újkőkorszaki telep maradványait tárták fel. A falu eredetileg nem a mai helyén, hanem délebbre a Céklás-patak mellett feküdt, ahol még mindig látszanak a 12. századi templom maradványai. Először 1332-ben említik Pusulvik néven. Mai római katolikus templomerődjét 1825-ben építették Szent Lőrinc tiszteletére. A Pótsa-udvarház a 18. században épült. 1910-ben 1217 magyar lakosa volt. A trianoni békeszerződésig Háromszék vármegye Kézdi járásához tartozott. 1992-ben 952 lakosából 951 magyar volt.